# قضاء كركوك
قضاء كركوك قضاء عراقي بمحافظة محافظة كركوك بشمال العراق ويعد مركز القضاء مدينة كركوك مركزاً للمحافظة حيث استحدث بإرادة ملكية سنة 1937م وتبلغ مساحته الكلية حوالي 1956 كم2 وعدد سكانه يبلغ 418694 نسمة. يعد هذا القضاء مركزًا تجاريًا وزراعيًا وصناعيًا حيث تحوي أراضيه الكبريت والغاز والنفط. يحوي حقولًا نفطية غنية. بدأ إنتاج النفط تجاريا في كركوك عام 1927 من بئر رقم 1 في بابا كركر. يبلغ المخزون النفطي المكتشف لحقوله المنتجة 25583 مليون برميل.

## نواحي القضاء
تتبع لهذا القضاء نواحي عديدة هي ناحية يايجي وناحية ألتون كوبري وناحية الملتقى وناحية تازة خورماتو وناحية ليلان وناحية شوان وناحية قرة هنجير.

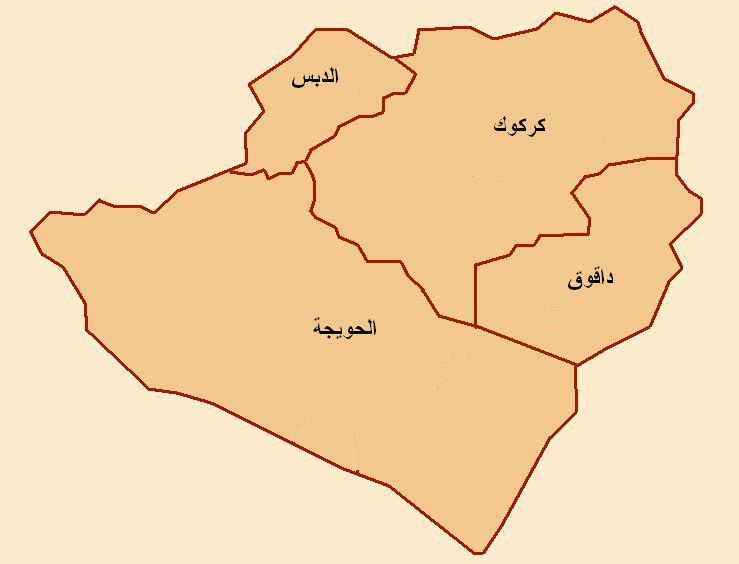
قضاء كركوك في محافظة كركوك